# أحمد سوقان
أحمد محمد الزهراني المعروف بـأحمد سوقان (مواليد 22 يناير 1999) هو لاعب كرة قدم سعودي يلعب حاليًا في نادي قلوة.